# Goatika Creative Lab
Goatika Creative Lab (Творческая Лаборатория Гоатика) — международный проект, объединяющий талантливых музыкантов со всего мира и основывающий свое творчество на импровизационно — медитативной психоделике, аутентичной индийской музыке и современной транс-культуре. Творческая лаборатория Гоатика была создана Павлом Михайлюком aka Pavel Goatika в 2006 году в Гоа, Индия.
Музыка Гоатики сочетает в себе различные элементы индийской классической музыки, африканских ритмов, психоделического рока, авангарда и акустического транса. Проект не имеет границ, он существует для того, чтобы объединить в себе различные направления мировой музыки.
С 2012 года Гоатика начинает работать в направлении Psy Trance и представляет две новые музыкальные программы: Psy Trance (темп около 140 bpm) и Chill Out (темп 84-110 bpm).

## Состав участников
Состав музыкантов Лаборатории меняется от выступления к выступлению, и соответственно, меняется звучание, настроение, стилевая направленность, так как каждый участник привносит в проект что-то новое, уникальное.
За все время существования Творческая Лаборатория Гоатика сотрудничала с множеством мировых талантливых исполнителей, среди них Tony Levin, George Brooks, Kai Eckhardt, Pete Lockett, Andrzej Izdebski, Paco Rodriguez, Jovis Burk, Dick Trevor aka Dickster, Alex Parasense, Kliment Dichev, Ajja, Tristan Twisted Records), Laughing Buddha, Pearce Wan Der Merwe, Pascale Caristo, Ott, Andrea Presa, Elvis Lobo, Steven Coppens, Roei Fridman, Master Margherita, John Alwoods, Jagannath, Александр Чепарухин и Александр Львовский (Green Wave Music) Артем Якушенко, Борис Назаров (Moscow Grooves Institute), Владимир Качановский, Виктор Сологуб, Владимир Чекасин, Инна Желанная, Евгения Теджетова, Сергей Клевенский, Владимир Губатов, Владимир Лутошкин, Николай Ооржак, Павел Новиков, Артемий Воробьев, Сергей Калачев, Геннадий Лаврентьев, Аркадий Марто, Юрий Матвеев.
Музыка лаборатории Гоатика легко уживается с «соседними» жанрами искусства. Яркое подтверждение — сотрудничество с художником Георгием Пузенковым. Осенью 2007 года в Московском музее современного искусства проводилась выставка Георгия Пузенкова «Who is Afraid» в стиле «цифровой абстракции», призывающая задуматься о будущем человека в современном техногенном мире, импровизационная же музыка Творческой Лаборатории Гоатика в качестве саундтрека с успехом проиллюстрировала это послание художника.
Совместная работа с питерским художником Игорем Ивановым подарила название дебютному альбому Творческой Лаборатории Musical Fish. Репродукция работы художника Музыкальная рыба также украсила обложку альбома. Впоследствии работы художника были использованы при создании обложек: Live Beat, Labotomia I,II, Levitation.

## Фестивали
С 2006 года Гоатика начинает активную концертную деятельность на трансовых площадках Гоа, России и Ибицы.
С 2010 года проект принимает участие во многих известных трансовых фестивалях:
Namaste Festival 2010 (Ибица), Липкий Джем 2011, 2013, 2015, 2016 (Россия), Bollerbauer Open Air 2011 (Aвстрия), Las Dalias on the Road 2011 (Испания), Тришула 2012 (Россия), BOOM Festival 2012 (Португалия), SONICA Opening 2013 (Италия), Tangra Festival 2013 (Болгария), Hill Top Festival 2013 (Гоа), Great Live Music (Гоа), Black Moon Goan Teaser (Гоа), Ozora Festival 2014, 2015, 2016 (Венгрия), Chill Out Planet 2014 (Россия), Neverland Festival 2014 (Израиль), Solaris Karma Cleaner 2014 (Россия), Re: birth Festival 2015, Dance of Shiva Festival 2015 (Япония), Momento Demento Festival 2015 (Хорватия), SONICA Dance Festival 2015 (Италия), Desert Adventure Festival (Израиль), Antaris Project 2015 (Германия), Goa’s Full On Music Festival 2016 (Гоа), Key To The Summer 2016 (Россия), Harmonic Festival 2016, 2019 (Франция), Samsara Festival 2016, 2017 (Венгрия), Spirits of the Djungel 2017 (Швеция), Chill Top Festival 2017, 2018 (Индия), 7 Chakras Festival 2018 (Индия), Russian X-Mas Fest 2018 (Гоа), Sonica Russia Teaser 2018 (Россия), Day Zero at The Dome/Ozora 2019, Сказка Весна 2019 (Россия), Hill Top Festival, 2018, 2019 After Party (Гоа)

## Видео
2007 — видео художница Соня Нелюбина, создала ролик Musical Fish в стиле видео арт. Видеоклип вошел в дебютный альбом Лаборатории в качестве бонуса.
2010 — сняты два профессиональных видеоклипа на треки лаборатории Opera (режиссёр Авдотья Смирнова), DeFolk (режиссёр Сергей Дебижев).

## Кино
Треки Творческой Лаборатории Moby Dick Remix и Anjuna вошли в саундтрек фильма Родина (реж. Петр Буслов).

## Радио, ТВ
В разное время участники Творческой Лаборатории Гоатика принимали участие в шоу на радио Megapolis FM, Общественном Российском Радио, радио Маяк, PodFM, RadiOzora, а также в телепередачах на ТВ-каналах А1, Доверие.

## Дискография
За годы существования Лаборатории, были записаны 10 пластинок:
1. MUSICAL FISH CD (2006) — с участием Владимира Качановского, Артема Якушенко, Виктора Сологуба, Евгении Теджетовой, Paco Rodriguez, Jovis, Roei Fridman и многих других.
2. LIVE BEAT CD (2007) при участии George Brooks, Michael Kranzler, Greg («Hilight Tribe»), Beppe Branca, Andrea Presa, Владимира Качановского и других.
3. LABOTOMIA I DVD (2007), участники George Brooks, Pete Lockett, Аркадий Марто, Сергей Калачев, Артем Якушенко.
4. LABOTOMIA II DVD (2008), в создании программы принимали участие George Brooks, Kai Eckhardt, Pete Lockett, Борис Назаров, Артем Якушенко и многие другие музыканты.
5. ARTSOUND DVD (2008) — Артем Якушенко, Борис Назаров, Владимир Качановский, Павел Михайлюк.
6. WHO IS THIS BAND? DVD (2009) — участники: Артем Якушенко, Roei Fridman, Elvis Lobo, Павел Михайлюк, Andrea Presa, Steven Coppens.
7-8. LEVITATION CD (2009) — CD/DVD (2010) — с участием Tony Levin, George Brooks, Pete Lockett, Jovis, Andrzej Izdebski, Владимира Качановского, Евгении Теджетовой, Максима Созонова, Jagannath, Юрия Матвеева и других талантливых людей. Аудио пластинка была выпущена на Arabesque Distribution (Великобритания), двойной релиз вышел на Цитадель Рекордз (Россия).
9. CHILL OUT COMPILATION CD (2011), содержит треки из альбомов Musical Fish и Levitation. Компиляция была выпущена на лейбле DreaMusic.
10. LIVE IN QATAR CD (2013), запись живого концерта Гоатики на первой психоделической вечеринке в Катаре. Состав участников Andrea Presa, Виктор Нетесов, Elvis Lobo и Павел Goatika.

## Цифровые релизы
2014 — Goatika. Pigeonloft (single track)
2014 — Crazy Tuesday (single track)
2014 — Goatika. Radio Ozora Mix (live mix)
2014 — The Sun Over The Storm (single track)
2015 — Moby Dick Goatika Remix (single, OST «Родина» (реж. П.Буслов)
2016 — Goatika. White Elephant (EP)
2016 — Black Dog (Tribute to Led Zeppelin)
2016 — Time (single track)
2017 — Air Goatika — Tick Tack

## Настоящее время
В настоящее время Павел Goatika ведет совместную работу с Юрием Каспаряном, Олегом Шунцовым, Виктором Савичем над новым проектом Юрия Каспаряна «YK».
Также в ближайшее время планируется выпуск новых Psy Trance треков и студийного альбома.

## Интервью, статьи, ссылки
1. Сеанс гипноза. Звуки.ру. 06.11.2007
2. Goatika Creative Lab в клубе Форте. Nl-music. Ноябрь 2007
3. Павел Михайлюк (Goatika Creative Lab) в программе «Эффект Присутствия» в прямом эфире «Общественного Российского радио» (недоступная ссылка). 15.11.2007
4. Goatika Creative Lab. Musical Fish. Tv-center.ru. 04.12.2007
5. Интервью с Tony Levin. Pink Floyd.ru. 06.12.2007
6. Goatika Creative Lab. Levitation. Green Wave Music. 07.12.2007
7. Полет над Гангом. Звуки.ру. 12.12.2007
8. Тони Левин и Goatika в клубе Б2. B2 Club. Декабрь 2007
9. Goatika Creative Lab представляет AIR GOATIKA в Петербурге. Daymusic.ru Июль 2010
10. Goatika Creative Lab — Levitation. Oxydant.ru. 26.08.2010
11. Статьи о Творческой Лаборатории Гоатика на портале Мир Тесен. Август 2010.
12. Goatika в программе «Борис Релиз» (телеканал А1). Сентябрь 2010
13. Интервью с Павлом Goatika в журнале Time Out. 20.09.2010
14. Pascale Caristo, Павел Goatika в гостях у Севы Гаккеля в программе Признаки Времени Pod.fm. 15.10.2010
15. Павел Goatika в эфире Радио-шоу ПРОСТРАНСТВО. Megapolis FM. 01.12. 2011
16. Интервью с Павлом Goatika в программе «Живые». радио Маяк. 30.08.2012
17. У фестиваля-преемника «Саянского кольца» появился свой гимн. Newslab.ru. 17.12.2012
18. Павел Михайлюк. Уйти из бизнеса в искусство. Московские новости. 28.12.2012
19. Интервью портала Artifex с Павлом Goatika. Ноябрь 2014
20. Эфир на Megapolis fm. Радио-шоу ПРОСТРАНСТВО. 01.06.2015
21. Родина по имени Гоа. Архивная копия от 22 сентября 2019 на Wayback Machine Siapress.ru. 16.11.2015
22. Павел Goatika в эфире Радио-шоу ПРОСТРАНСТВО. Megapolis.fm. 03.04.2017
23. Павел Goatika в эфире Радио-шоу ПРОСТРАНСТВО. Megapolis.fm. 12.03.2018

## Страницы Творческой Лаборатории Гоатика
- Официальный сайт http://goatika.com/
- Страница Лаборатории на Facebook.com
- Страница на Soundcloud.com
- Канал на Youtube.com
- Страница на Reverbnation.com
- Страница на Myspace.com
- Goatika PsyTrance на Bandcamp.com
- Goatika Lounge на Bandcamp.com
- Страницы на Mixcloud.com
- Страница на Kroogi.com